# Baltofinské jazyky
Baltofinské jazyky jsou skupinou jazyků patřící do uralské jazykové rodiny. Spadají pod ugrofinské, finsko-permské, finsko-volžské a finsko-laponské jazyky.

## Dělení
- estonština
- finština
  - běžná finština
  - meänkieli
  - kvenská finština – blízko vymření
  - ingrijská finština
- ižorština
- karelské jazyky
  - karelština
    - severní karelština (též dvinská karelština)
    - jižní karelština

  - livvština (též aunuská karelština nebo oloněčtina)
  - lüdština – blízko vymření
- livonština – blízko vymření
- vepština – blízko vymření
- võruština
  - setučtina
- votština – blízko vymření